# Metakse
Metakse   (Artik, 23 de desembre de 1926 - Yerevan, 10 d'agost de 2014)(armeni: Մետաքսե (Մետաքսե Պողոսյան) pseudònim de Metakse Poghosian, fou una poeta, escriptora i activista, membre de l'organització Unió d'Escriptors d'Armènia.

## Biografia
Nascuda a Artik, Metakse escrigué una gran varietat de llibres entre els quals els poemaris Youth, Female Heart i A Conversation with the World. El 2006 publica The Woman of the Fate, una antologia de les seues obres. La seua poesia s'ha traduït a l'anglés, francés, japonés, etc.
Després del terratrèmol de Spitak de 1988, Metakse esdevingué vicepresidenta de "Motherhood", una organització benèfica encarregada de donar suport al personal femení de l'exèrcit armeni durant la Guerra de l'Alt Karabakh. Més endavant publicà el llibre de memòries How I Saw Artsakh.

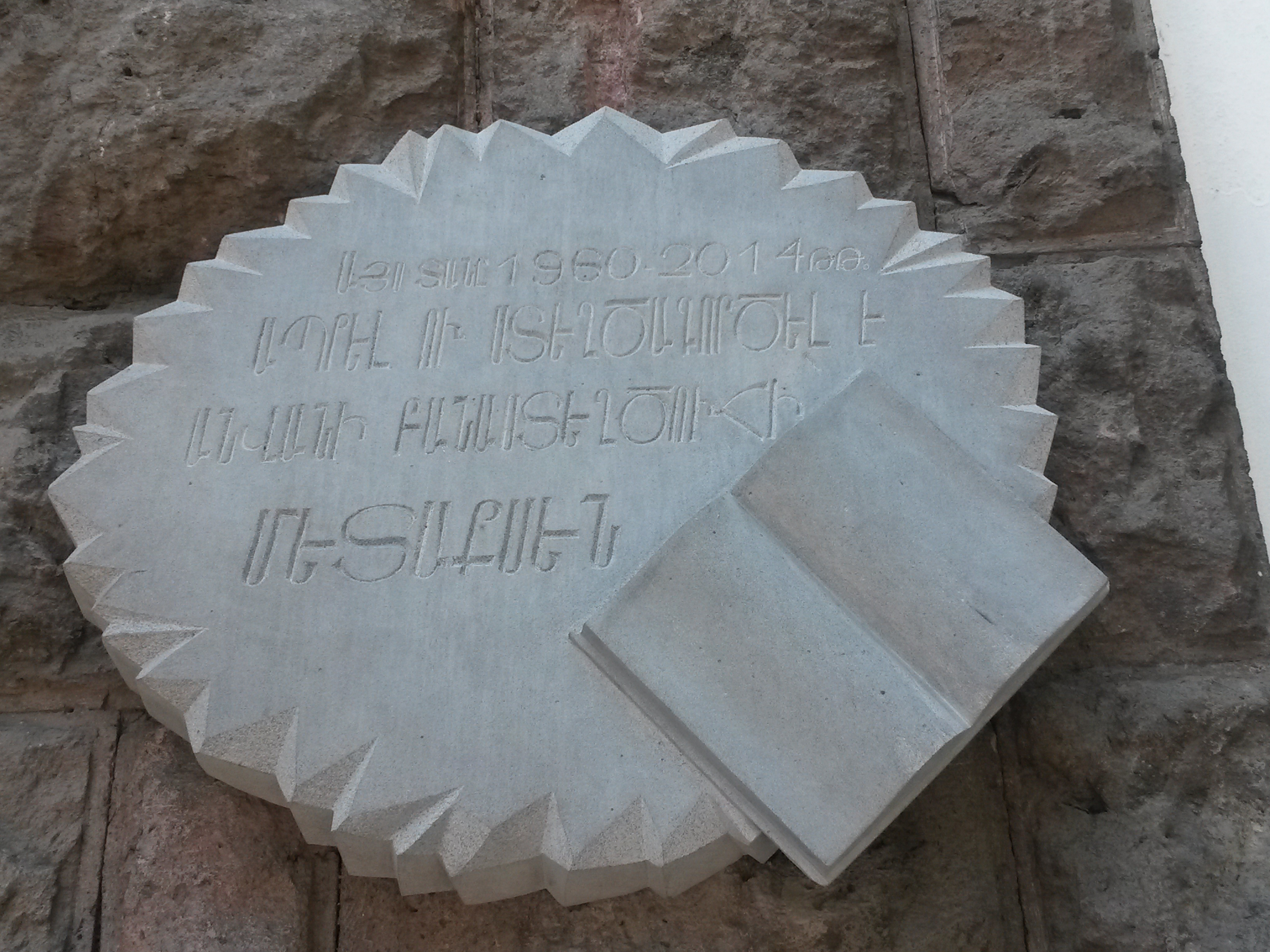
Placa commemorativa en honor de Metakse a Erevan

Metakse fou amiga personal dels poetes armenis Hovhannès Shiraz i Paruyr Sevak. Artem Sargsyan es referí a ella com "una de les figures més importants de la poesia armènia moderna".

### Defunció
Metakse va morir als 88 anys a Erevan, el 10 d'agost de 2014.